# Ячмінський Володимир Дмитрович
Володимир Дмитрович Ячмі́нський (15 червня 1936, Харків — 22 вересня 2020, Тернопіль) — український актор, співак (тенор).

## Життєпис
Народився 15 червня 1936 року в місті Харкові (нині Україна). 1961 року закінчив студію при Львівському українському драматичному театрі імені Марії Заньковецької, де навчався у Бориса Тягна, Олексія Ріпка, Ярослава Геляса.
З 1961 року — актор Тернопільського українського драматичного театру імені Тараса Шевченка. Помер у Тернополі 22 вересня 2020 року.

## Творчість

### Театральна діяльність
Зіграв понад 300, серед них:
- Іван Непокритий («Дай серцю волю» Марка Кропивницького);
- Возний («Наталка Полтавка» Івана Котляревського);
- Феноген, Боруля, Терешко («Хазяїн», «Мартин Боруля», «Суєта» Івана Карпенка-Карого);
- Аким («Влада темряви» Льва Толстого);
- Шашамока («Дім божевільних» Едуардо Скарпетти);
- Дмитро («Ой не ходи, Грицю» Михайла Старицького);
- Оверко («Фараони» Олексія Коломійця);
- Журден («Недоумкуватий Журден» за Михайлом Булгаковим);
- Малахій Стаканчик, Зброжек («Народний Малахій», «Маклена Ґраса» Миколи Куліша);
- Ґірі («Кар'єра Артуро Уї» Бертольта Брехта).

### Фільмографія
Знімався у кіно- та телефільмах:
- «Дай серцю волю»;
- «Чортова дюжина», Кишкомот (1970);
- «Чарівна сопілка»;
- «Камінний господар», Сганарель (1971);
- «Вершники», Чавдар (1972);
- «Квартет Ґварнері», коробейник-чекіст (1977)[1];
- «Прощавайте, фараони!», Оверко (1978);
- відеофільм «Мартин Боруля»;
- «Ордань», Соловейчик (1988).

## Відзнаки
- Народний артист України (1996)[2];
- Тернопільська обласна премія імені Леся Курбаса (2004);
- Відзнака Тернопільської міської ради (2013).